# Jadwiga Moszyńska-Heltman
Jadwiga Moszyńska-Heltman (biał. Ядвіга Уладзіславаўна Машынская-Гельтман, Jadwiha Uładzisławauna Maszynskaja-Hieltman; ur. 1886 w Hłusku, zm. 1946) – radziecka i białoruska poetka, tłumaczka, lewicowa działaczka społeczna i pedagog; związana ze środowiskiem Polaków na Białorusi, tworzyła w języku polskim.

## Życiorys
Urodziła się w 1886 roku w Hłusku, w guberni mińskiej Imperium Rosyjskiego, córka Władysława Moszyńskiego. W latach 1904–1907 studiowała na Uniwersytecie Jagiellońskim. W czasie studiów brała udział w młodzieżowym ruchu rewolucyjno-demokratycznym. Z tego okresu pochodzą też jej pierwsze wiersze, poświęcone rewolucyjnej walce młodzieży (Odezwa, 1906). Od 1917 roku pracowała w Mińsku, była członkiem Polskiego Zjednoczenia Socjalistycznego. W latach 1921–1931 wykładała w Polskim Technikum Pedagogicznym im. Ludwika Waryńskiego i w Mińskim Instytucie Pedagogicznym, brała udział w pracy polskiego sektora Akademii Nauk Białoruskiej SRR. W latach 1932–1937 wykładała język polski w Akademii Wojskowej im. Frunze w Moskwie. W 1937 roku była represjonowana przez władze radzieckie i zesłana do Kazachskiej SRR. Zmarła w 1946 roku.
W latach 20. była pierwszym redaktorem podręczników i słownika dla polskojęzycznych szkół w Białoruskiej SRR, często występowała w czasopismach z opowiadaniami i szkicami – Pierwsza książka do czytania, Druga część elementarza (1926), Druga książka do czytania (1928). Współpracowała z polskojęzycznym organem prasowych Komunistycznej Partii Białorusi – czasopismem „Orka”. Tłumaczyła na język polski niektóre wiersze i poemat Pad rakoj Aresaj Janki Kupały, Wybranyja apawiadanni Zmiciera Żyłunowicza (1929), Wybranyja wierszy Andreja Aleksandrowicza (1932), opowiadania Saławiej Zmitroka Biaduli (1931), Dryhwa Jakuba Kołasa (1936), fragmenty poematu Jakuba Kołasa Symon-muzyka. Była członkinią polskiej sekcji Białoruskiego Stowarzyszenia Pisarzy Proletariackich i Związku Pisarzy ZSRR.